# Elise i els nous partisans
Elise i els nous partisans és una novel·la gràfica autobiogràfica de Dominique Grange, dibuixada per Jacques Tardi i publicada el 2021.
El 2022 còmic fou publicat en català per l'editorial Norma.

## Resum
Élise és una cantant jove i compromesa de Lió. Arribada a París el 1958, en plena guerra d'Algèria, s'uneix a les lluites contra la injustícia social i el racisme que emanen del moviment contestatari del maig del 68.

## Història

### Context d'escriptura
Dominique Grange i Jacques Tardi van declarar que havien «descrit l'efervescència dels anys 70 per donar visibilitat a la riquesa dels combats», afegint que «la situació és encara pitjor avui que llavors». L'àlbum està dedicat a l'activista comunista libanès Georges Ibrahim Abdallah.
A l'epíleg, l'autora declara que continua donant suport a «totes les formes de resistència al liberalisme, a l'imperialisme i a la tirania dels règims dictatorials».

### Publicació de l'àlbum amb polèmica
Traduïda a l'italià, castellà, català, portuguès i anglès, la versió alemanya, inicialment prevista per 2023, finalment no fou publicada per l'editorial Carlsen. El 24 de gener de 2023, l'editorial alemanya va justificar aquesta decisió degut a les paraules escrites a l'epíleg, en el qual Dominique Grange expressa la seva «solidaritat amb la resistència exemplar del poble palestí durant 70 anys, contra l'ocupació i l'apartheid israelià».
Tot i que el conflicte israelià-palestí no és el tema de l'àlbum, un portaveu de l'editorial alemanya Carlsen va dir «no voler prendre partit», desitjant «evitar quedar atrapat en el debat inextricable al voltant de la campanya BDS destinada a boicotejar Israel».
Delcourt, que publica el còmic en francès, es va referir a l'incident com una «censura absurda i indigna».